# Герцог Франкавилья

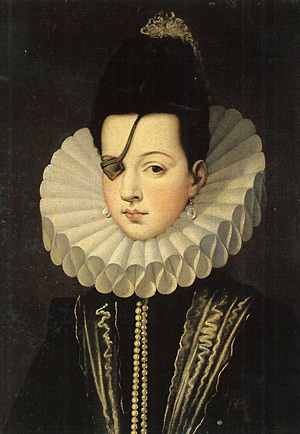
Ана де Мендоса де ла Серда, принцесса Эболи (1540—1592)

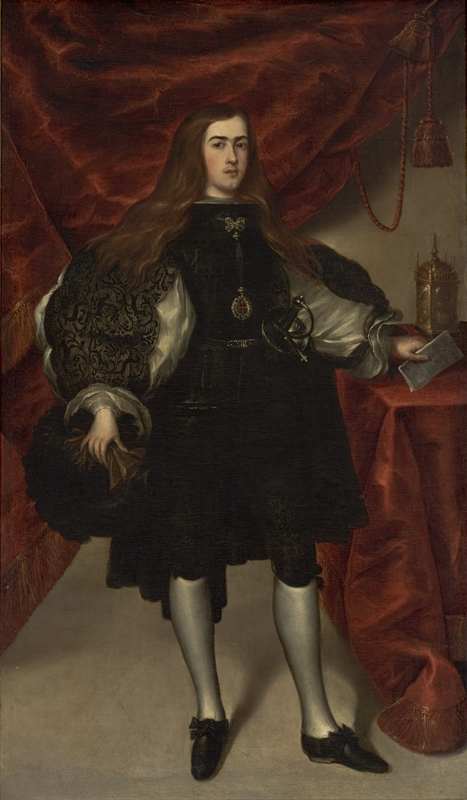
Грегорио де Сильва и Мендоса, 6-й герцог де Франкавилья, 9-й герцог дель Инфантадо, 5-й герцог де Пастрана, 7-й герцог де Лерма (1649—1693), портрет Хуана Карреньо де Миранды.

Герцог Франкавилья — испанский дворянский титул, созданный королем Карлом I 1 марта 1555 года для Диего Уртадо де Мендосы и де ла Серды (ок. 1500—1578), сына Диего Уртадо де Мендосы (сын кардинала Педро Гонсалеса де Мендосы), 1-го графа ди Мелито и 1-го графа ди Алиано, и Аны де ла Серда, сеньоры де Мьедес и Пастрана, дочери Иниго Лопеса де ла Серды и Мендосы, сеньора Мандайоны.
Названия титула происходит от названия города Франкавилла под Неаполем в Италии.
В 1921 году испанский король Альфонсо XIII восстановил герцогский титул для Иньиго де Артеаги и Фалгуэры.

## Герцоги де Франкавилья
|                                  | Титул | Период                     |
| Креация создана Карлосом I       | Креация создана Карлосом I | Креация создана Карлосом I |
| -------------------------------- | --- | -------------------------- |
| I                                | Диего Уртадо де Мендоса, 1-й герцог де Франкавилья, 1-й принц де Мелито, 1-й маркиз де Архесилья (ок. 1500 — 19 марта 1578), старший сын Диего Уртадо де Мендосы, 1-го графа де Мелито (ок. 1468—1536), и Аны де ла Серды, сеньоры де Мьедес (ок. 1475—1553) | 1555-1578                  |
| II                               | Ана де Мендоса де ла Серда, 2-я принцесса де Мелито, 2-я герцогиня де Франкавилья, 2-я маркиза де Архесилья (29 июня 1540 — 2 февраля 1592), единственная дочь предыдущего от первого брака с Марией Каталиной де Сильва и Андраде (ок. 1510—1576) | 1578-1592                  |
| III                              | Диего де Сильва и Мендоса, 3-й герцог де Франкавилья, 1-й маркиз де Аленкер (декабрь 1564 — 15 июня 1630), второй сын предыдущей и Руя Гомеса де Сильвы, принца Эболи, 1-го герцога де Эстремера и Пастрана (1516—1573) | 1592-1596                  |
| IV                               | Руй Гомес де Сильва и Мендоса, 3-й герцог де Эстремера и Пастрана, 4-й герцог де Франкавилья, 4-й принц де Мелито (1 октября 1585—1626), сын Родриго де Сильвы и Мендосы, 2-го герцога де Пастрана (1562—1596), и Аны де Португаль и Борха (ок. 1560—1630) | 1596-1626                  |
| V                                | Родриго Диас де Вивар Сильва и Мендоса, 4-й герцог де Пастрана, 5-й герцог де Франкавилья (1 августа 1614 — 25 декабря 1675), старший сын Руя Гомеса де Сильвы, 3-го герцога де Эстремера и Пастрана, принца де Мелито (1585—1626), и Леонор де Гусман эль Буэно и Сильвы (ок. 1590—1657)                                                                           | 1626-1675                  |
| VI                               | Грегорио Мария де Сильва и Мендоса, 9-й герцог дель Инфантадо, 6-й герцог де Франкавилья (24 апреля 1649 — 1 сентября 1693), второй сын предыдущего и Каталины Гомес де Сендоваль и Мендосы, 6-й маркизы дель Сенете (1616—1686) | 1675-1693                  |
| VII                              | Хуан де Диос де Сильва и Харо, 10-й герцог дель Инфантадо, 7-й герцог де Франкавилья (13 ноября 1672 — 9 декабря 1737), младший сын предыдущего и Марии Мендес де Харо и Фернандес де Кордовы (ок. 1650—1693) | 1693-1737                  |
| VIII                             | Мария Франсиска де Сильва и Гутьеррес де ло Риос, 10-я герцогиня дель Инфантадо, 8-я герцогиня де Франкавилья (1707-1770), дочь предыдущего и Марии Терезы Гутьеррес де лос Риос Зарита и Гусман (ум. 1737) | 1737-1770                  |
| IX                               | Педро де Алькантара Альварес де Толедо и Сильва, 12-й герцог дель Инфантадо, 10-й герцог де Лерма, 9-й герцог де Франкавилья (27 декабря 1729 — 10 июня 1790), старший сын Мигеля Альварес де Толедо, 10-го маркиза де Тавара, графа де Вильяда (ум. 1734), т Марии Франсиски де Сильва Мендоса и Сандоваль, герцогини дель Инфантадо, Пастрана и Лерма (1707—1770) | 1770-1790                  |
| X                                | Педро де Алькантара Альварес де Толедо и Сальм-Сальм, 13-й герцог дель Инфантадо, 10-й герцог де Франкавилья (20 июля 1768 — 27 ноября 1841), старший сын предыдущего и Марии Аны, принцессы де Сальм-Сальм (1740—1816) | 1790-1841                  |
| XI                               | Педро де Алькантара Тельес-Хирон и Бофорт Спонтин, 11-й герцог де Осуна, 14-й герцог дель Инфантадо, 11-й герцог де Франкавилья (10 сентября 1810 — 29 сентября 1844), старший сын Франсиско де Борха Тельес-Хирона и Пиментеля, 10-го герцога де Осуна (1785—1820), и Марии Франсиски де Бофорт и Альварес де Толедо, графини де Бофорт-Спонтин (1785—1830)        | 1841-1844                  |
| XII                              | Мариано Тельес-Хирон и Бофорт Спонтин, 12-й герцог де Осуна, 12-й герцог де Франкавилья (19 июля 1814 — 2 июня 1882), второй сын Франсиско де Борха Тельес-Хирона и Пиментеля, 10-го герцога де Осуна (1785—1820), и Марии Франсиски де Бофорт и Альварес де Толедо, графини де Бофорт-Спонтин (1785—1830), младший брат предыдущего                                | 1844-1852                  |
| XIII                             | Мануэль Альварес де Толедо Сальм-Сальм и Ласпарре, 13-й герцог де Франкавилья, 12-й герцог де Пастрана (1805—1886), единственный сын Педро де Алькантара Мануэля де Толедо и Сальм-Сальм Уртадо де Мендосы, 13-го герцога дель Инфантадо (1768—1841) | 1852-1886                  |
| Креация воссоздана Альфонсо XIII | |                            |
| XIV                              | Иньиго де Артеага и Фальгера, 18-й герцог дель Инфантадо, 14-й герцог де Франкавилья (14 ноября 1905 — 19 марта 1997), второй сын Хоакина де Артеаги и Эчагуэ, 17-го герцога дель Инфантадо (1870—1947) | 1921-1966                  |
| XV                               | Хайме де Артеага и Мартин, 15-й герцог де Франкавилья, 12-й граф де Санта-Эуфемия (род. 25 декабря 1942), второй сын предыдущего | 1966 — настоящее время     |